# Оксид родия(II)
Оксид родия(II) — неорганическое соединение, 
окисел металла родия с формулой RhO,
серый порошок,
не растворяется в воде.

## Получение
- Окисление родия при нагревании на воздухе до температуры красного каления [2]:

{\displaystyle {\mathsf {2Rh+O_{2}\ {\xrightarrow {T}}\ 2RhO}}}

## Физические свойства
Оксид родия(II) образует серый порошок.
Не растворяется в воде.